# Lutek
Anthony Louis Green (Bayamón, 18 de junio de 1981) es un productor musical de reguetón conocido en la industria como Lutek "El Ministro de la Música". En 2004, estableció su compañía productora Nework Productions, Inc., dedicada al género urbano.
Es uno de los primeros productores de reguetón en el ámbito cristiano, y cuenta con una extensa trayectoria musical, apareciendo en más de 50 proyectos discográficos desde 1999, colaborando con artistas urbanos como Manny Montes, Redimi2, Funky, Maso, Travy Joe, Orta García, Cosculluela, Mexicano 777, Yaviah, Syko El Terror, además, cantantes de otros géneros musicales como Daniel Calveti, Lourdes Toledo, Laurie Colon, Jaime de León y Luis Santiago.
Estuvo nominado en 2012 como Productor del año en los Premios AMCL.

## Biografía
Anthony creció en Toa Baja, desde pequeño fue instruido en el cristianismo. Su madre era ujier en la iglesia donde asistían y su padre era propietario de Green Records Distributors, distribuidora de música de Puerto Rico. Cursó estudios de artes mixtas en la Universidad Sagrado Corazón PR  (1996), delineante en el Liceo de Arte y Tecnología PR (2002) y Diseño Gráfico en Cuyahoga Community College, Cleveland Ohio (2019). 
Su debut como productor sucede en el año 1999, en la producción discográfica Listos para la Guerra de Christian Rappers, integrado por Travy Joe, Mr. Chris & Shinny Girl y lanzado en 2001 con un vídeo musical por Green Records. Luego produce uno de los primeros álbumes colaborativos en el ámbito cristiano, titulado La Reunión, donde participan Travy Joe, Special Eric, El Moya, Christian Warriors, Rhican Red, entre otros.
En el 2003, produce su primer sencillo secular «Abran paso» de Mexicano y Kenny para Majestic Segundo II Imperio, a su vez, que produce el sencillo homónimo del álbum United Kingdom de Manny Montes con Funky y VIP.
En 2004, registra su compañía discográfica "Nework Productions", lanzando su segundo álbum colaborativo bajo su sello llamado Resurrección, donde el sencillo «Ellos quieren» de Travy Joe con Mr. Boy, fue muy bien recibido. Este álbum se promocionó con un concierto titulado Reggaeton de Grandes Ligas, filmado en el anfiteatro Tito Puente de Puerto Rico. En ese mismo año, trabajó como DJ exclusivo de Yaviah y produce los temas «Mas de Ti» y «Baila Reggae» para Notch, artista Jamaiquino del grupo Born Jamericans en la producción Raised by the people, y otra producción llamada L-Gi2, grupo integrado por Orta García, The Kid y Michael, que contó con la participación de Manny Montes, Rey Pirin, Zammy Peterson y Joel Upperground. Realizó mezclas de temas urbanos para las emisoras radiales de Puerto Rico.
Entre 2004 y 2007, produce una serie de álbumes para Un-Sin Records, VIP: Chapter 3, Maso presenta Los del momento, Los 4 Fantastikos: La Primicia, VIP 4 y Sigo siendo Maso, destacándose el sencillo «Rambo sakalabasuka» interpretado por Maso, por el cual obtuvo el reconocimiento "Mejor Canción Reggaetón Cristiano" y "Álbum Cristiano del Año" respectivamente en los Premios People's Choice Reggaeton & Urban Awards y Sigo Siendo Maso como "Mejor Álbum Urbano" en los Premios Arpa de 2007.
En 2006, Don Omar y su sello discográfico All Star Records lanzan Linaje Escogido, un álbum de corte completamente cristiano, en el cual participan Rey Pirin, Manny Montes, Alex Zurdo, Redimi2, Henry G, entre otros. Para esa producción, Lutek y Orta García presentan el tema «La Gloria a Dios Rey», sencillo de dicho álbum que se convirtió en la segunda canción que logra mantenerse en la programación habitual de Mix 107.7, luego de «Rambo sacalabasuka».
Para el año 2007, Rey Pirin lanzó el álbum Faith Family. Lutek hace parte del tema «Yo sé quien es mi Dios» de Rey Pirin. En ese mismo año, participa en Los Rompe Discotekas, álbum producido por Héctor el Father y Jay Z, en el tema «Soñando» de Polaco junto al rapero norteamericano Freeway. 
Un año después, Lutek relanza Faith Family: The Upgrade, con nuevos temas y una remezcla al sencillo anterior, «Faith Family Remix» de Orta García, Redimi2 y Rudel, y en meses posteriores lanzó Primera Clase - Antesala, álbum debut de Orta García como solista.
En 2013, lanza un álbum llamado Lutek Instrumental Vol. 1, contando con un instrumental completamente inédito y 18 pistas de audio de sus temas más conocidos, como United Kingdom, Rambo Sakalabazuka, La Gloria a Dios Rey, entre otros.
En años posteriores, fue partícipe del sencillo «Los de la fórmula», junto a Kaldtronik, y álbumes como More Than Music de Josef Cruz, Corazón abierto de Manny Montes, La Voz de Acero de Azael y Primera Clase X de Orta García, estrenado en 2019 como aniversario del primer álbum.
Actualmente, se encuentra trabajando en la próxima producción Faith Family Reloaded, con artistas clásicos como Rudel de J-Squad, Orta García y Mike Vives de L-Gi2. En 2021, se unió a Travy Joe para lanzar el sencillo «Tumpa Tumpa», donde celebraban los 20 años del reguetón cristiano.

## Discografía
Lutek ha producido 4 discos en su totalidad, bajo el sello Nework Productions y Un-Sin Records.
| 2002: Lutek presenta: La Reunión |
| --- |
| 1. Lutek - Intro (MIX) 2. Manny & J. Alberto - Dicen 3. Travy Joe - Esa careta 4. Nelson - Guerra 5. Manny & Special Eric - No más 6. Christian Warriors - Lucha por tu salvación 7. Manny - Cómo se pierde el mundo 8. El Ejército - Eternal Life 9. Rhican Red - Dedicado 10. Juan - Si existes 11. Josue - Ojos de un asesino 12. Gino - Las calles de San Juan 13. L.P.C. - Cristo salva 14. J. Alberto & Special Eric - Espera en mi 15. Lutek - Radio versión |

| 2004: Lutek: Resurrección |
| --- |
| 1. Lutek - Intro 2. Travy Joe - Jesucristo al palo 3. Rhican Red - Don't Need To Worry 4. Lutek - Interlude (Remix) 5. Michael - La unción de verdad 6. Joel Upperground - Giale 7. J Squad - Mi pueblo (3:41) 8. Mr. Boy & Travy Joe - Ellos quieren 9. Manny - Tu y yo 10. The Kid - El vivir sin ti 11. Lutek - Interlude (Remix) 12. The Christian Rappers - Escucha esto 13. Mr. Boy - Con las manos arriba 14. Mente Maestra, Gino & Orta - Put It Down 15. Esmeralda & Henry Crespo - Lléname 16. El Ejército, Echo & Kingsmen - Come Ride With Me 17. Moya - No sé por qué 18. Orta García- 3 días 19. Lutek - Remix |

| 2005: Lutek presenta: Elegidos |
| --- |
| 1. L-Gi2 - No estamos solos 2. Michael - Dale más 3. The Kid - Garrras de la pasión 4. Orta García - Sacúdete 5. L-Gi2 - No me intimida 6. Orta García - Libertad 7. The kid - No imagino 8. Michael - Si tu te vas 9. L-Gi2 - Llegaron los elegidos 10. The Kid & Sammy - Amor eterno 11. Orta García & Manny Montes - El magnífico 12. Michael & Rey Pirin - Quieren mambo 13. Ángel - Elegidos 14. L-Gi2 & Joel Upperground - Grandes ligas |

| 2013: Lutek: Lutek Instrumentales Vol. 1 |
| --- |
| 1. United Kingdom (Instrumental) 2. Rambo Sacalabasuka (Instrumental) 3. La Gloria Dios Rey 4. Ellos quieren (Instrumental) 5. Los del momento (Instrumental) 6. No estamos solos (Instrumental) 7. Mi diario vivir (Instrumental) 8. El corillo quiere mambo (Instrumental) 9. Tu y yo (Instrumental) 10. Esa chica (Instrumental) 11. Dicen que no soy (Instrumental) 12. Vamos a darle mambo (Instrumental) 13. El magnífico (Instrumental) 14. Come Ride With Me (Instrumental) 15. Somos elegidos (Instrumental) 16. Castillo de cristal (Instrumental) 17. Restaura (Instrumental) 18. No sé por qué (Instrumental) 19. Bonus Track (Instrumental) |

## Créditos como productor
En sus más de 20 años de trayectoria, Lutek ha formado parte de álbumes de muchos artistas, en su mayoría producciones de música cristiana.
| Año  | Título                                                                                        | Artista                          | Álbum                                               |
| ---- | --------------------------------------------------------------------------------------------- | -------------------------------- | --------------------------------------------------- |
| 1999 | Listos para la guerra (álbum completo)                                                        | The Christian Rappers            | Listos para la guerra                               |
| 2001 | La reunión (álbum completo)                                                                   | Lutek                            | Lutek presenta: La reunión                          |
| 2002 | El Levita (álbum completo)                                                                    | Special Eric                     | El Levita                                           |
| 2002 | Cuando sientas (álbum completo)                                                               | Manny                            | Cuando sientas                                      |
| 2003 | «United Kingdom»                                                                              | Manny Montes                     | United Kingdom                                      |
| 2003 | «Abran paso» (Mexicano 777 con Kenny The Ripper)                                              | Diamond Music                    | Majestic: Segundo Imperio                           |
| 2004 | «Ten cuidado» (con Manny Montes)                                                              | Triple Seven                     | Funkytown Music presenta: Manteniendo la diferencia |
| 2004 | Álbum completo                                                                                | Travy Joe                        | Diferente flow                                      |
| 2004 | «Los del momento»                                                                             | Maso & Chal                      | VIP: Chapter III                                    |
| 2004 | «¿Quiénes somos?» (con Manny Montes)                                                          | Maso & Chal                      | VIP: Chapter III                                    |
| 2004 | «Cara a cara» (Maso con Yanuri)                                                               | Maso & Chal                      | VIP: Chapter III                                    |
| 2004 | «Nada más», «Esa chica»                                                                       | Joel Upperground                 | Década                                              |
| 2004 | «Te sorprende»                                                                                | JT                               | JT                                                  |
| 2005 | «Ando buscando», «Escúchame Señor»                                                            | Maso                             | Los del Momento                                     |
| 2006 | Sigo siendo Maso (álbum completo)                                                             | Maso                             | Sigo siendo Maso                                    |
| 2006 | «Soñando» (Polaco con Freeway)                                                                | Gold Star Music Héctor el Father | Los rompe discotekas                                |
| 2006 | «La Gloria a Dios Rey» (Orta García)                                                          | Rey Pirin                        | All Star Records presenta Linaje Escogido           |
| 2006 | «Faith Family (Orta García)»                                                                  | Rey Pirin                        | Faith Family                                        |
| 2006 | «Mi turno»                                                                                    | Double D                         | Mi turno                                            |
| 2006 | «Castillo de cristal»                                                                         | Double D                         | Mi turno                                            |
| 2007 | VIP 4 (álbum completo)                                                                        | Michael Pratts & Valentín        | VIP 4                                               |
| 2007 | «La victoria» (Dionny Báez)                                                                   | PBC & MC Charles                 | Holy Crew 2                                         |
| 2007 | «Extraterreste»                                                                               | Redimi2                          | El Equipo Invencible                                |
| 2007 | «Vida prestada» (Maso con Valentín)                                                           | Redimi2                          | El Equipo Invencible                                |
| 2007 | «Lola»                                                                                        | Louis Santiago                   | Los invencibles                                     |
| 2007 | «Lary Lary»                                                                                   | Cosculluela                      | El príncipe del verso                               |
| 2007 | «Baila reggae»                                                                                | Notch                            | Raised by the people                                |
| 2007 | «Más de ti»                                                                                   | Notch                            | Raised by the people                                |
| 2007 | «Reconocer no es una ciencia»                                                                 | Syko "El capo"                   | The Mixtape                                         |
| 2007 | «Intro» (Alberto Stylee)                                                                      | DJ Nelson & Onell Flow           | Los veteranos del reggaeton Collection              |
| 2007 | «Vengo acabando [Remix]» (Alberto Stylee con Wisin & Yandel y Franco el Gorila)               | DJ Nelson & Onell Flow           | Los veteranos del reggaeton Collection              |
| 2007 | «Soy la amenaza» (Don Chezina)                                                                | DJ Nelson & Onell Flow           | Los veteranos del reggaeton Collection              |
| 2007 | «Quién tiene más flow» (MC Ceja)                                                              | DJ Nelson & Onell Flow           | Los veteranos del reggaeton Collection              |
| 2008 | Primera clase - Antesala (álbum completo)                                                     | Orta García                      | Primera clase - Antesala                            |
| 2008 | «Cuestión de fe» (Angel The Sent)                                                             | Travy Joe                        | Guerreros del Reino                                 |
| 2008 | «La Parranda» (con Alejandro Andino)                                                          | Travy Joe                        | Guerreros del Reino                                 |
| 2008 | «Ahora voy yo»                                                                                | TNT El César                     | Sin álbum                                           |
| 2008 | «Lost in space»                                                                               | MC Ceja                          | Luz Solar 2                                         |
| 2009 | «¿Dónde estabas tú?» (con Ñengo Flow & Kenny)                                                 | Mexicano 777                     | Séptimo elemento                                    |
| 2009 | «Busco una respuesta» (con Maso el Presidente & Cosculluela)                                  | Mexicano 777                     | Séptimo elemento                                    |
| 2011 | More Than Music (álbum completo)                                                              | Josef Cruz                       | More Than Music                                     |
| 2011 | «Loco como Rodman» [Remix]                                                                    | Yaviah                           | Black Father                                        |
| 2012 | «La fórmula» (con Manny Montes, Quest, Dr. P, Michael Pratts, El Bima, Leo el Poeta y Jaydan) | Kaldtronik & Lutek               | Los de la fórmula                                   |
| 2012 | «Intro Diez Años» «Reggaeton Remix»                                                           | Manny Montes                     | Corazón abierto                                     |
| 2014 | «Running»                                                                                     | MC Ceja                          | Como antes                                          |
| 2014 | «Sometimes»                                                                                   | MC Ceja                          | Como antes                                          |
| 2014 | «Quién tiene más flow»                                                                        | MC Ceja                          | Como antes                                          |
| 2015 | «Esperándote»                                                                                 | Syko El Terror                   | The Syko Show                                       |
| 2015 | «Pavimento»                                                                                   | Syko El Terror                   | The Syko Show                                       |
| 2016 | «RAP KNOCKOUT»                                                                                | Yaviah                           | Background                                          |
| 2016 | «Fango es tu canto»                                                                           | Yaviah                           | Background                                          |
| 2016 | «Gatito [Lutek Remix]»                                                                        | Yaviah                           | Background                                          |
| 2017 | La voz de acero (álbum completo)                                                              | Azael                            | La voz de acero                                     |
| 2017 | «Fuerte soy»                                                                                  | Orta García                      | Sin álbum                                           |
| 2017 | «Fuerte soy (Remix)» (con Lara y Marto)                                                       | Orta García                      | Sin álbum                                           |
| 2019 | Primera clase X (álbum completo)                                                              | Orta García                      | Primera Clase X                                     |
| 2020 | «Run», «Un guerrero»                                                                          | Orta García                      | Sin álbum                                           |
| 2020 | «Sigo de Pie»                                                                                 | Maso                             | Reelección 2020                                     |
| 2021 | «Tumpa Tumpa»                                                                                 | Travy Joe                        | Sin álbum                                           |
| 2022 | «Se lo traje»                                                                                 | Travy Joe                        | Sin álbum                                           |
| 2023 | «Danzando (Versión Urbana)» (con Alex Zurdo, Harold Velazquez y Montesanto)                   | Travy Joe                        | Resiliente                                          |

## Vídeos musicales
| Año  | Canción                 | Artista                                                                    |
| ---- | ----------------------- | -------------------------------------------------------------------------- |
| 2001 | "Listos para la guerra" | The Christian Rappers                                                      |
| 2004 | "Nada más"              | Joel Upperground                                                           |
| 2004 | "Ellos quieren"         | Travy Joe & Mr. Boy                                                        |
| 2005 | "Dicen que no soy"      | Travy Joe                                                                  |
| 2006 | "Rambo sakalabasuka"    | Maso el presidente                                                         |
| 2006 | "Mi tierra"             | Travy Joe con Carlos Manuel                                                |
| 2008 | Faith Family Remix      | Orta García con Redimi2 y Rudel                                            |
| 2012 | "La Fórmula"            | Manny Montes, Quest, Dr. P, Michael Pratts, El Bima, Leo El Poeta y Jaydan |
| 2020 | A lo Wild Wild West     | Orta García                                                                |
| 2021 | Alive                   | Rudel                                                                      |
| 2021 | Tumpa Tumpa             | Travy Joe                                                                  |